# Christuskirche (Breslau)
Die Christuskirche in Breslau (Wrocław), Hohenzollernstraße 55 (ul. Zaporoska) war eine Kirche der von der preußischen Landeskirche unabhängigen Evangelisch-lutherischen Kirche Altpreußens. Die Kirche wurde 1898–1901 erbaut, zu Ende des Zweiten Weltkriegs bei der Schlacht um Breslau zerstört und nicht wieder aufgebaut.

## Geschichte
In Breslau bestanden vor dem Zweiten Weltkrieg die vier evangelisch-lutherischen (umgangssprachlich altlutherischen) Kirchengemeinden:
- Breslau-Süd mit der Christuskirche, Hohenzollernstraße 55
- Breslau-Nord mit der Katharinenkirche, Katharinenstraße 17, und dem Gemeindehaus, Forckenbeckstraße 7
- Breslau-West mit Kirchbauplatz, aber ohne Kirche; die Gottesdienste fanden in einer Schule statt.
- Breslau-Goldschmieden mit Kirche und geräumigem Pfarrhaus

Im Süden der Stadt gab es einen etwa vier Morgen großen Friedhof mit Verwalterwohnung an der Menzelstraße.

## Baubeschreibung
Die altlutherische Kirche besaß die drei zusammenhängenden Grundstücke Hohenzollernstraße 53 bis 57 mit etwa 10.000 m², in deren Mitte (Hausnummer 55) die Christuskirche stand. Sie wurde aus rotem Backstein nach Entwurf des Berliner Architekten Jürgen Kröger errichtet, der als renommierter Kirchenarchitekt auch die Lutherkirche (1892–1894) und die Erlöserkirche (1901–1904) in Breslau entwarf. Über dem Kirchenraum der Christuskirche lag der Sitzungssaal mit Bibliothek und Archiv. Im gleichen Gebäudeteil befand sich auch die Diakonissenstation. Zum Gebäudekomplex gehörte auch das theologische Seminar, wo die Theologenausbildung der altlutherischen Studenten begleitend zum Studium an der Universität stattfand. Das Oberkirchencollegium zu Breslau (OKC), die Kirchenleitung der Ev.-luth. Kirche in Preußen, hatte seinen Sitz in der Nr. 57, das Archiv des Oberkirchenkollegiums domizilierte in der Nr. 53.
Vor der Kirche lag ein Platz, hinter dem Gebäudekomplex ein Pfarrgarten. Im Haus Hohenzollernstraße 57 befand sich das Pfarrhaus mit drei Wohnungen auf drei Etagen sowie ein Seminarraum mit Bibliothek für die Theologiestudenten im dritten Stockwerk. Das Gebäude Hohenzollernstraße 53 war ebenfalls dreigeschossig und wurde vor allem von Beamten und Angestellten der Kirche bewohnt. In der ersten Etage wohnte zudem der Oberlandesgerichtsrat  und spätere Professor, ab 1946, an der Rechtswissenschaftlichen Fakultät an der Universität Jena Fritz Steffen.
Zudem vermietete die Kirche die Wohnungen in dem ebenfalls ihr gehörenden dreigeschossigen Mehrfamilienhaus Hohenzollernstraße 73.